# Esterwegen
Esterwegen ist eine Gemeinde und der Sitz der Samtgemeinde Nordhümmling im Landkreis Emsland, die sich im westlichen Niedersachsen in Deutschland befindet.

## Geografie

### Lage
Esterwegen liegt zwischen Papenburg und Löningen auf einem teils bewaldeten bis 39 Meter hohen Geestrücken, dem Esterweger Busch. Die Ortschaft ist umgeben von ehemals ausgedehnten Hochmooren im nördlichen Teil der Region Hümmling. Wenige Kilometer südlich befindet sich die Hügellandschaft Hümmling.

### Nachbargemeinden
Nachbargemeinden sind im Uhrzeigersinn im Nordosten die Gemeinde Saterland, im Osten die Stadt Friesoythe, beide im Landkreis Cloppenburg, weiter im Osten die Gemeinde Hilkenbrook, im Südosten die Gemeinde Lorup in der Samtgemeinde Werlte, im Süden die Gemeinde Breddenberg, im Westen die Gemeinde Surwold und im Nordwesten die Gemeinde Bockhorst.

## Geschichte

### Bedeutung des Namens
In Esterwegen, alte Form Hesterwede oder Hesterwed um 1223, bedeutet das Grundwort witu, wede, auch später zu wege oder wehe entstellt: Holz im Allgemeinen, auch Gestrüpp oder Baum, auch trockenes Holz. In dem Bestimmungswort scheint ein altes Wort zu stecken, das im Nordischen oft vorkommt: hestr für Pferd, im Plattdeutschen des anliegenden Friesisch-Oldenburgischen noch erhalten für Fohlen, z. B. in dem Sprichwort: „He sprink as'n Haister“. Esterwegen ist somit der Name für Gestrüpp, zwischen dem Pferde weideten.
Ein anderer Erklärungsansatz geht von „Heister-wede“ für „Schößlingswald, Knüppelholzwald“ aus. Dabei handelt es sich um einen Wald, in dem junge Schösslinge gezogen werden, die von der Bevölkerung genutzt wurden.

### Ersterwähnung
Die erste urkundliche Erwähnung von Esterwegen fand im Jahre 1223 statt. Graf Balduin von Bentheim schenkte seine Güter in Hesterwede (Esterwegen) dem heiligen Johannes zum Heil seiner Brüder und Eltern Seele. Der in Esterwegen ansässige Johanniterorden gründete direkt im Anschluss einen Konvent und fing mit dem Bau der Kapelle an, die später zerstört wurde. 1227 willigte Bischof Otto von Osnabrück in die Schenkung des Zehnts an die neu gegründete Kommende ein.

### 15. und 16. Jahrhundert
Im 15. und 16. Jahrhundert erlebte Esterwegen eine unruhige Geschichte: Auf Betreiben des Komturs Heinrich von Hövel wechselte Esterwegen ab 1574 mehrfach das Besitztum: an Margarethe Kottigk, Johannes Schultz, dem Schwiegersohn von Heinrich von Hövel, und ab 1589 an Amos Crumminga zu Loga und Weener. Die Crummingas gehörten zu dieser Zeit zu den bekanntesten Familien des Rheiderlandes. Es handelte sich um eine Herschopp-Familie, die teils den Häuptlingen gleichgeachtet wurden. Es folgten diverse Streitereien und Gerichtsprozesse. Die extensive Bewirtschaftung der Gutflächen und die rechtlichen Auseinandersetzungen führten in eine wirtschaftliche Krisenzeit.

### 17. und 18. Jahrhundert
1625 bot die Witwe Crumminga Esterwegen der münsterischen Regierung zum Kauf an. Allerdings fiel der Besitz teils durch Heirat der Tochter Ida Juliana mit Wilhelm Reinhard von Scheffert, genannt Weisweiler, Erbe und Kauf an die Familie von Scheffert. Im Jahre 1671 wurde Esterwegen an das Erbkämmeramt des Stifts Münster verkauft, begründet 1663 durch Bischof Christoph Bernhard von Galen, und ging 1677 rechtskräftig über. Zugleich wurde das Recht auf Gerichtsbarkeit über Esterwegen übertragen inklusive Todesstrafe. Neben juristischen sind im 17. Jahrhundert besonders die zugleich stattfindenden konfessionellen und kriegerischen Auseinandersetzungen im Dreißigjährigen Krieg zu erwähnen. 1738 erfolgte durch Erbschaft ein Besitzwechsel von Franz Ferdinand von Scheffert auf die mit seiner Magd Adelheid Memering, einer Tochter des Esterweger Jägers und Waffenmeisters Memering zu Bockhorst, gezeugte Tochter Bernhardine Franziska, später zu einer „von Lixfeldt“ durch Heirat mit dem fürstlichen Thurn- und Taxisschen Oberpostmeister Anselm von Lixfeldt. Alsdann folgten als Eigentümer 1782 die Familie Wüllenweber, 1808 wieder die Familie Scheffert und 1814 Josephine von Exterde.

### 19. Jahrhundert
Am 25. Februar 1803 bekam Esterwegen durch den Reichsdeputationshauptschluss als neuen Landesherrn Ludwig Engelbert von Arenberg. Dieser wurde mit für Gebietsverluste links des Rheins entschädigt. Bereits 1811 wurde das ganze nordwestliche Deutschland dem Kaiserreich Frankreich eingegliedert. 1815 fiel es an das Königreich Hannover, 1866 an das Königreich Preußen. Dem Herzog von Arenberg wurden seine Standesherrschaft zugebilligt und das ehemalige Amt Meppen in die vier „Herrlichkeiten“, stark autonome Gebiete, Aschendorf, Hümmling, Haselünne und Meppen aufgeteilt. 1837 wird Esterwegen urkundlich als Gemeinde erwähnt. Eine Volkszählung im Jahre 1885 ergab für Esterwegen mit Bockhorst und Heidbrücken 240 Wohngebäude mit 1002 Personen, davon 614 Männer und 588 Frauen. 1837 wurde gemäß der Hannoverschen Kommunalverfassung erstmals ein Gemeindevorsteher gewählt. 1896/1897 baute die katholische Gemeinde des Dorfes mit starker Unterstützung des Vikars Husmann die Kirche St. Johannes der Täufer.

### Das KZ und Strafgefangenenlager Esterwegen

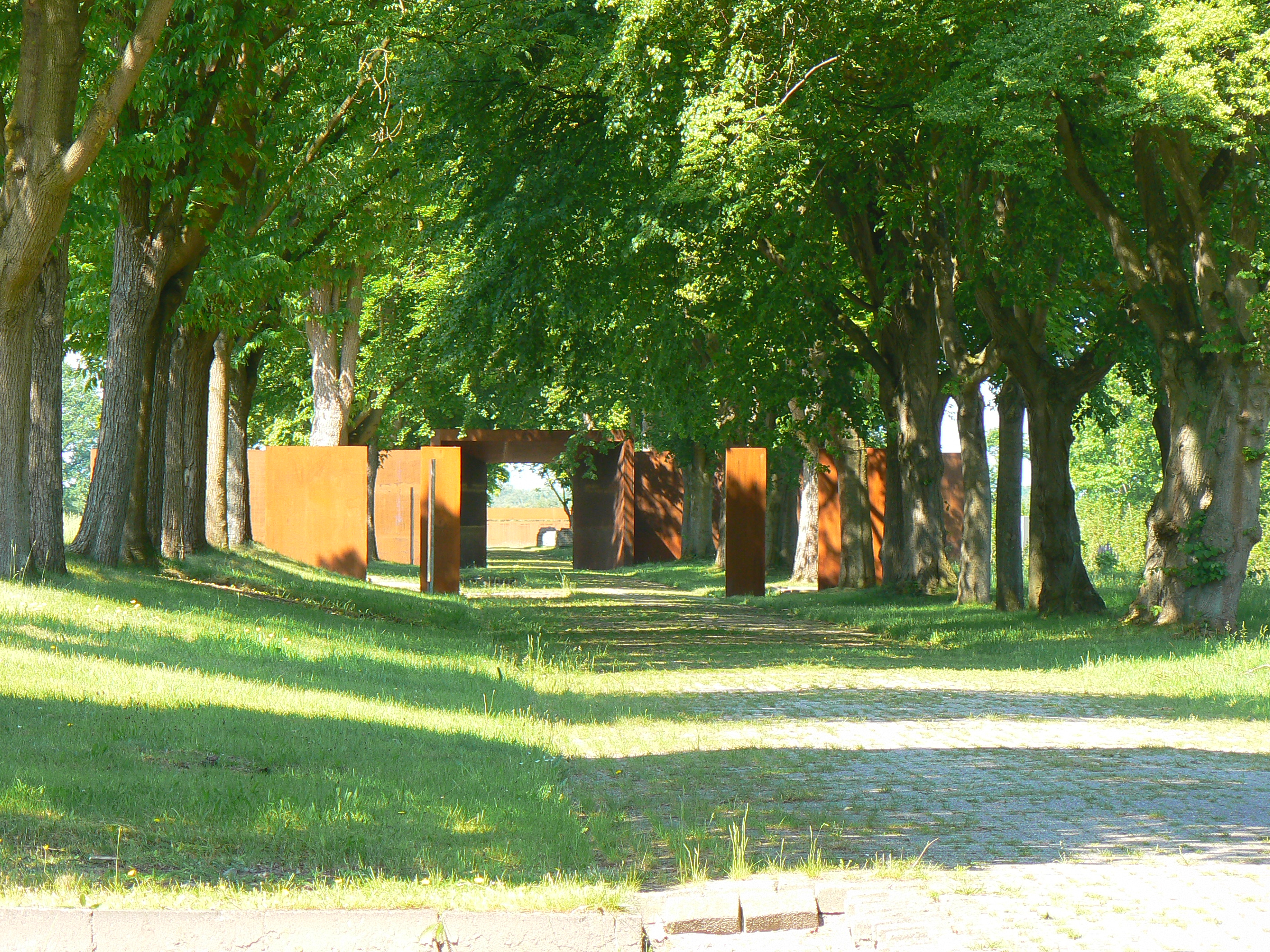
Gedenkstätte Esterwegen

Im Sommer 1933 wurde das KZ Esterwegen im Emsland als eines der ersten Konzentrationslager unter nationalsozialistischer Herrschaft eingerichtet. Es war eines von insgesamt 15 Emslandlagern. Das Lager war als Doppellager (Lager II und III) für 2000 politische „Schutzhäftlinge“ konzipiert und zeitweilig nach Dachau das zweitgrößte Konzentrationslager im Deutschen Reich. Das KZ Esterwegen, das ab 1935 von Emeran Schmid geleitet wurde, wurde im Sommer 1936 aufgelöst. Das Lager wurde bis 1945 als Strafgefangenenlager weitergenutzt, in dem auch politische Häftlinge und Nacht-und-Nebel-Gefangene inhaftiert waren.
Nach 1945 diente Esterwegen bis Juli 1947 als Internierungs-/Gefangenenlager der britischen Besatzungsmacht. Von 1953 bis 1959 war es ein Flüchtlingsdurchgangslager; alle ehemaligen Lagergebäude wurden abgetragen. Von 1963 bis 2001 wurde auf der Lagerfläche und dem Vorfeld ein Bundeswehr-Depot betrieben.
2007 gründeten die Mauritzer Franziskanerinnen am Rande des Geländes des einstigen Konzentrationslagers einen Konvent. 2011 wurde auf Veranlassung des Landkreises und der Gemeinde unter Nutzung von Depotgebäuden auf dem Gelände  eine Gedenkstätte als europäische Erinnerungskultur für den gesamten Komplex der 15 Emslandlager und ein Kloster eingerichtet.

### Einwohnerentwicklung
| Jahr | Einwohner | Quelle |
| ---- | --------- | ------ |
| 1885 | 1206      | [ 5 ]  |
| 1910 | 1549      | [ 6 ]  |
| 1925 | 1757      | [ 5 ]  |
| 1933 | 1733      | [ 5 ]  |
| 1939 | 3980      | [ 5 ]  |
| 1950 | 2732      | [ 7 ]  |
| 1973 | 3265      | [ 8 ]  |
| 1975 | 03270 ¹   | [ 9 ]  |
| 1980 | 03340 ¹   | [ 10 ] |

| Jahr | Einwohner | Quelle |
| ---- | --------- | ------ |
| 1985 | 3512 ¹    | [ 10 ] |
| 1990 | 3965 ¹    | [ 10 ] |
| 1995 | 4854 ¹    | [ 10 ] |
| 2000 | 5068 ¹    | [ 10 ] |
| 2005 | 5142 ¹    | [ 10 ] |
| 2010 | 5166 ¹    | [ 10 ] |
| 2015 | 5280 ¹    | [ 10 ] |
| 2020 | 5421 ¹    | [ 10 ] |
| 0    | 0         | 0      |

¹ jeweils zum 31. Dezember
|  |

## Politik

### Gemeinderat
Der Rat der Gemeinde Esterwegen setzt sich aus 17 Ratsmitgliedern zusammen. Die Ratsmitglieder werden durch eine Kommunalwahl für jeweils fünf Jahre gewählt. Die aktuelle Amtszeit begann am 1. November 2021 und endet am 31. Oktober 2026.
Die Kommunalwahl vom 12. September 2021 brachte folgendes Ergebnis:
| Partei / Liste | 2021 | 2021  |       | 2016 |
| Partei / Liste | %    | Sitze | Sitze |      |
| CDU            | 44,6 | 8     | 6     |      |
| UWG Esterwegen | 25,6 | 4     | 5     |      |
| SPD            | 20,9 | 3     | 6     |      |
| FDP            | 3,6  | 1     | –     |      |
| EB Hanneken    | 5,3  | 1     | –     |      |

### Bürgermeister
Bürgermeister von Esterwegen ist seit November 2021 Heinrich Thomes (CDU).
Von 1996 bis 2021 war Hermann Willenborg (UWG Esterwegen) Bürgermeister von Esterwegen. Er wurde 2001, 2006, 2011 und 2016 im Amt bestätigt.

### Wappen
| Wappen von Esterwegen | Blasonierung: „In Rot eine silberne (weiße) Buche, deren Stamm vorn von einem silbernen (weißen) Johanniterkreuz begleitet wird.“ |
| Wappen von Esterwegen | Wappenbegründung: Das von Ulf-Dietrich Korn entworfene und am 10. Januar 1972 vom Regierungspräsidenten in Osnabrück genehmigte Wappen spiegelt die Geschichte der Gemeinde sowie deren Lage wider. Die Gemeinde liegt inmitten ausgedehnter mooriger Niederungen auf einem Geestrücken, der seit langer Zeit mit Buchenwald bewachsen ist. Dieser Wald ist eine Seltenheit in der sonst baumlosen Moorlandschaft und als Charistikum des Ortes bekannt. An dieser Stelle stifteten die Grafen von Bentheim ihre Güter an den Johanniterorden eine Kommende, die als Keimzelle des Ortes angesehen werden kann und bis 1570 bestand. Zur Erinnerung an die Kommende wurde das Johanniterkreuz neben die Buche gesetzt in den Farben des Johanniterordens. |

### Flagge
|  | 00Hissflagge: „Die quadratische Flagge ist von Rot und Weiß geteilt mit dem Wappen in der Mitte.“ |

## Kultur und Sehenswürdigkeiten

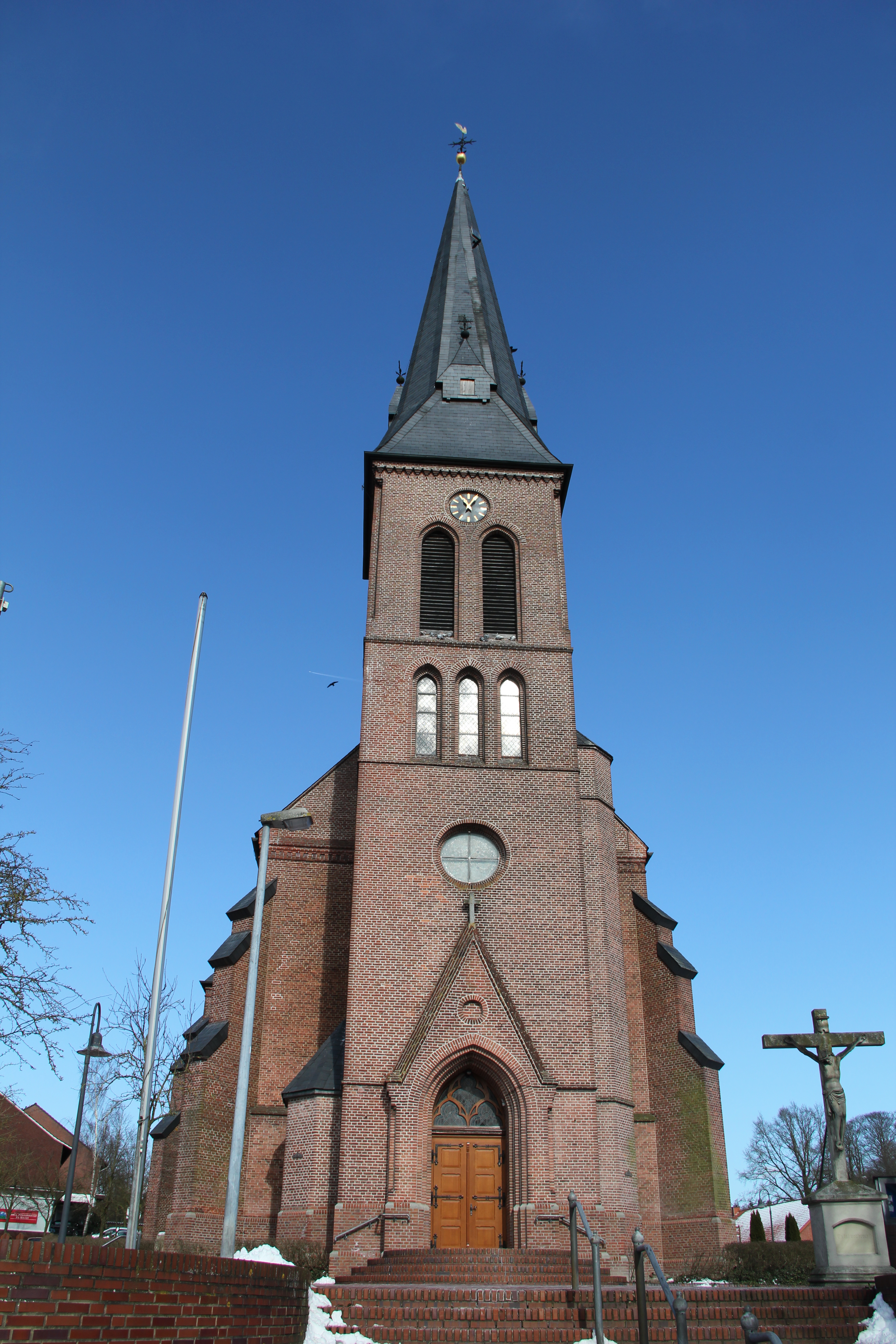
St. Johanneskirche in Esterwegen

### Kirchen
- katholische Kirche St. Johannes Esterwegen
- evangelisch-lutherisches Martin-Luther-Gemeindezentrum

### Museen und Gedenkstätte
- Gedenkstätte Esterwegen
- Kloster
- Heimathaus Esterwegen

### Naturdenkmäler
- Moorinfopfad[14]

### Erholung
- Erholungsgebiet Erikasee mit Jugendzeltplatz, Wohnmobilstellplatz und Minigolfanlage.

## Persönlichkeiten
Söhne und Töchter der Gemeinde
- Heinrich Hanneken (1931–2018), römisch-katholischer Geistlicher und Domherr des Doms St. Peter in Osnabrück